# Качка новозеландська
Качка новозеландська (Hymenolaimus malacorhynchos) — вид водних птахів родини качкових (Anatidae). Ендемік Нової Зеландії.

## Поширення
Раніше птах був широко поширений у Новій Зеландії. З моменту заселення європейцями його ареал роздробився так, що він здебільшого обмежений лісистими гірськими масивами центрального Північного острова та західної частини Південного острова. Населяє болота, чисті бурхливі гірські річки та струмки в лісових масивах.

## Опис
Довжина тіла 50-57 см, причому самці трохи більші за самиць. Маса тіла приблизно 775—1000 г. Самці важчі за самиць. Розмах крил коливається від 65 до 80 см. Відсутній статевий диморфізм. У дорослих особин світло-рожевий дзьоб з розширеним і сплощеним на кінці дзьобом. Вся його частина чорна, з акуратним світлим вирізом на кінці. Загалом він сіро-блакитний, з темнішою головою та каштановими плямами на грудях. Жовті очі. Ноги темні, майже чорні. Підвид hymenolaimus має темнішу спину.

## Спосіб життя
Активний на світанку та в сутінках. Він не мігрує, але пари можуть блукати вздовж струмків під час сезону розмноження. Дуже територіальний птах, будь-якого зловмисника негайно відганяє. Територія являє собою ділянку річки чи струмка довжиною 0,7–1 км. Літає рідко. Якщо не годується, то зазвичай відпочиває на камені на річці. Живе в середньому 8 років. Поживу добуває плаванням і пірнанням. Раціон складаються лише з прісноводних безхребетних.
Самець часто допомагає самиці в інкубації та бере участь у догляді за дитинчатами. Розмножуються один раз на рік, з серпня по листопад. Самиці відкладають 4-7 білих яєць. Гніздо часто розташовують серед густої рослинності біля повороту річки, часто в невеликих ямках на березі. Самиця насиджує близько місяця, протягом цього часу самець залишається біля гнізда, щоб захищати його. Пташенята вилуплюються з непропорційно великими лапками, що допомагає їм справлятися зі стрімкою водою. Вони переважно чорно-білі з темно-зеленими переливами на пір'ї. Обидві статі захищають своїх дитинчат протягом наступних 8–10 тижнів. Вони неохоче залишають зону розмноження.